# 牛込柳町站
牛込柳町站（日语：／ Ushigome-yanagichō eki */?）是位於日本東京都新宿區原町二丁目，屬於東京都交通局（都營地下鐵）大江戶線的鐵路車站。車站編號是E 04。

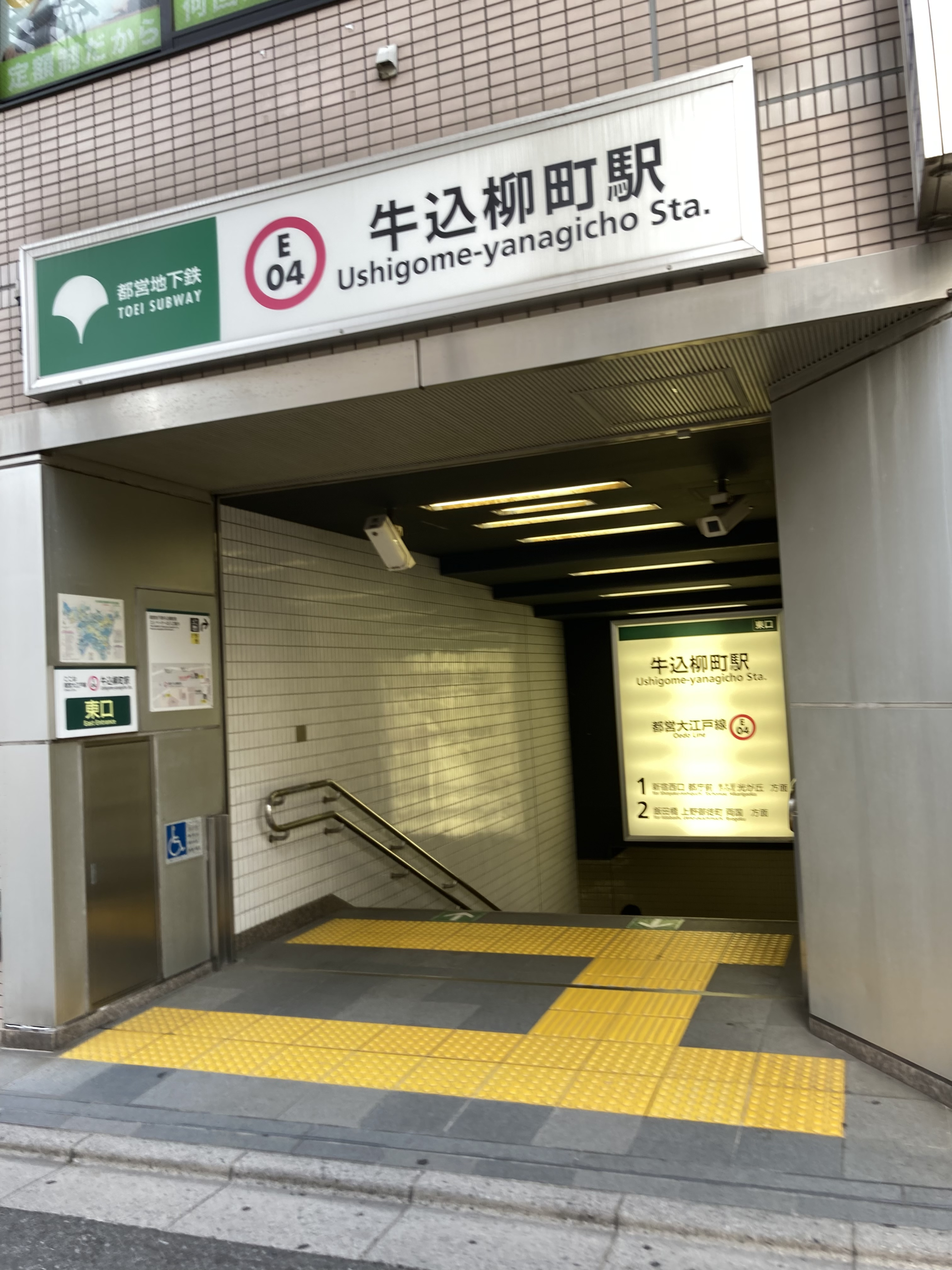
東口（2022年5月）

## 歷史
- 2000年（平成12年）12月12日：本站開業。

### 站名由來
「牛込」是指牛込區。牛込區是東京市的行政區，也是現時新宿區的前身。而「柳町」則是指本站實際所在的市谷柳町。該地區在江戶時代有很多柳樹而得名。故「牛込柳町」實際上的意思是「在原牛込區的市谷柳町的車站」。雖然車站辦公室位於市谷柳町附近的原町，但車站主體還是位於市谷柳町的範圍。
在東京都電全盛時期，都電13號系統（新宿站前－水天宮前）曾途徑本站附近地區（牛込地區）。該系統於1970年被廢除後，令牛込地區成為地下鐵未能覆蓋的地區之一。其後當東京都廳遷移到西新宿後，開始著手建設新的地下鐵路線（即現時的大江戶線），該路線在牛込地區的線路規劃就參考了原都電13號系統在牛込地區的走向。之後，本站決定設於原「牛込柳町停留所」所在地下方，初期名為「柳町站」，最終沿用都電時代的站名，即為「牛込柳町站」。

## 車站構造
本站是地下車站，月台採島式月台1面2線設計。

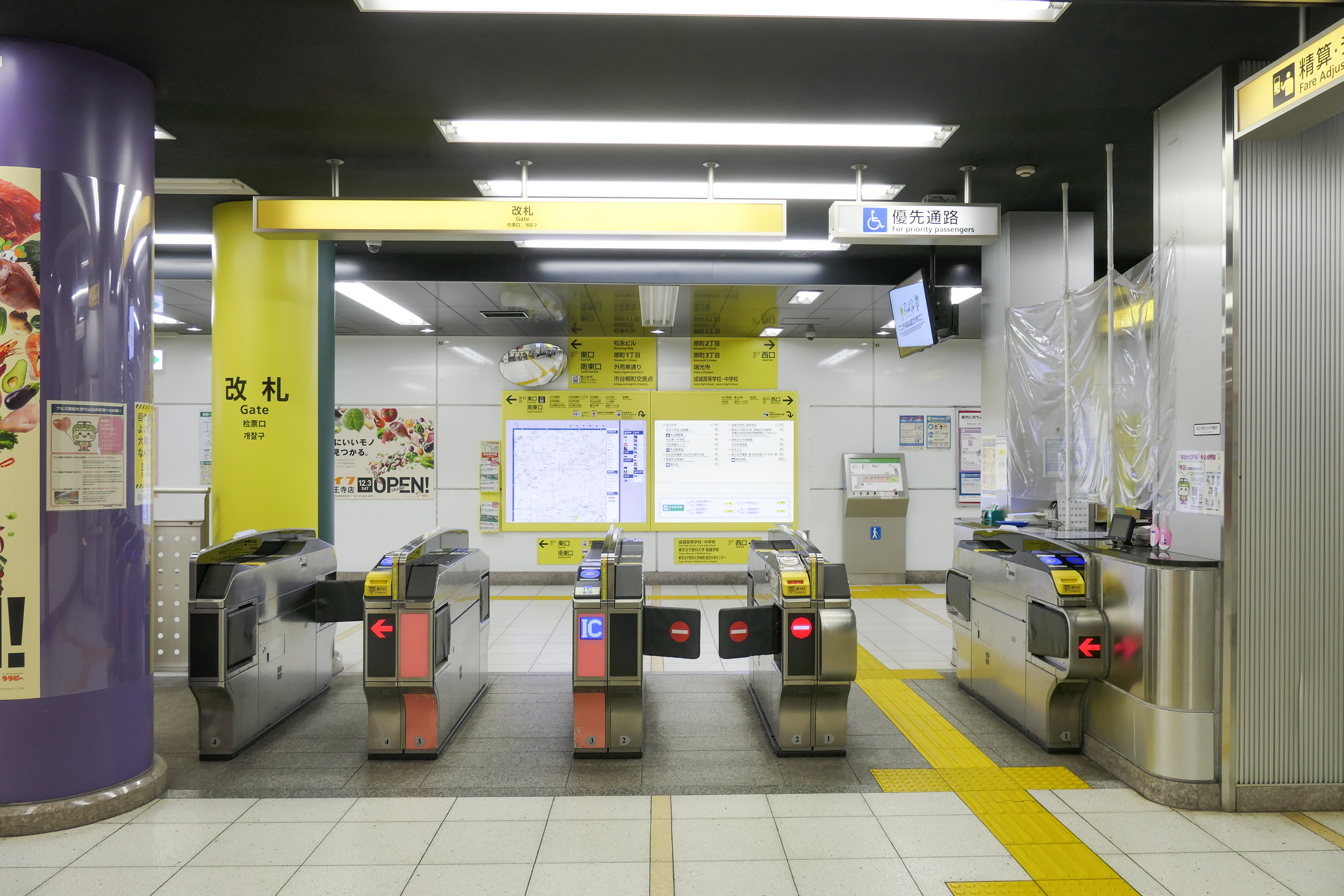
驗票口（2022年12月）

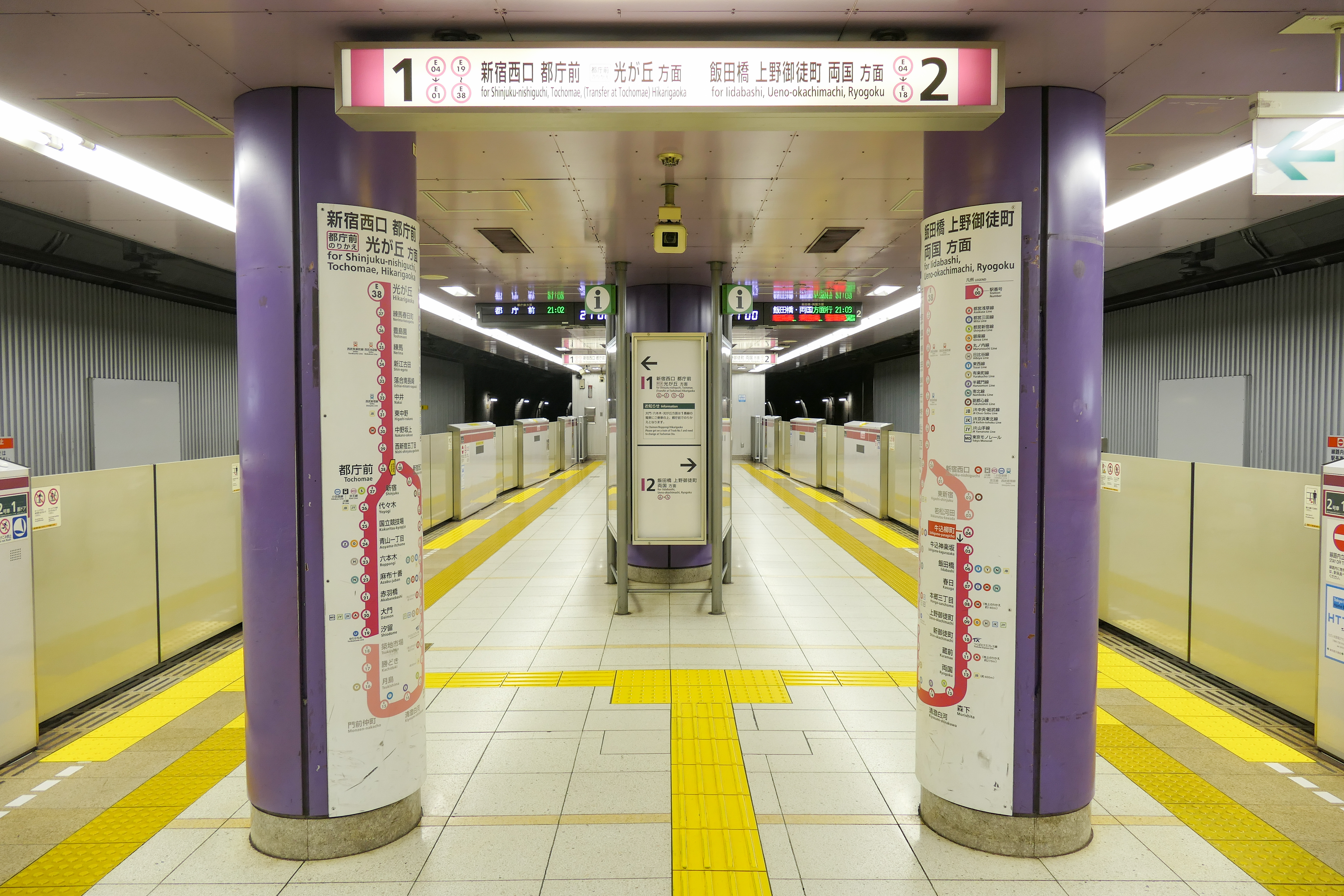
1號與2號月台（2022年12月）

東出入口與大廳之間的電梯是設站前就已建在大樓內。

### 月台配置
| 月台 | 路線     | 目的地                                   |
| ---- | -------- | ---------------------------------------- |
| 1    | 大江戶線 | 新宿西口、都廳前、（都廳前轉乘）光丘方向 |
| 2    | 大江戶線 | 飯田橋、上野御徒町、兩國方向             |

（來源：都營地下鐵:車站構內圖 （页面存档备份，存于））

## 利用狀況
2017年度1日平均上下車人次為20,596人（上車人次10,378人、下車人次10,218人）。
開業以來1日平均上下車、上車人次變化如下表。
| 年度               | 1日平均 上下車人次 | 1日平均 上車人次 | 來源     |
| ------------------ | ------------------ | ---------------- | -------- |
| 2000年（平成12年） |                    | 4,909            | [ * 1 ]  |
| 2001年（平成13年） |                    | 6,156            | [ * 2 ]  |
| 2002年（平成14年） |                    | 7,022            | [ * 3 ]  |
| 2003年（平成15年） | 15,039             | 7,508            | [ * 4 ]  |
| 2004年（平成16年） | 15,711             | 7,860            | [ * 5 ]  |
| 2005年（平成17年） | 15,916             | 7,921            | [ * 6 ]  |
| 2006年（平成18年） | 16,181             | 8,090            | [ * 7 ]  |
| 2007年（平成19年） | 17,363             | 8,708            | [ * 8 ]  |
| 2008年（平成20年） | 18,434             | 9,297            | [ * 9 ]  |
| 2009年（平成21年） | 18,380             | 9,261            | [ * 10 ] |
| 2010年（平成22年） | 18,481             | 9,290            | [ * 11 ] |
| 2011年（平成23年） | 18,531             | 9,348            | [ * 12 ] |
| 2012年（平成24年） | 19,134             | 9,573            | [ * 13 ] |
| 2013年（平成25年） | 19,508             | 9,781            | [ * 14 ] |
| 2014年（平成26年） | 19,686             | 9,883            | [ * 15 ] |
| 2015年（平成27年） | 19,863             | 9,982            | [ * 16 ] |
| 2016年（平成28年） | 20,144             | 10,142           | [ * 17 ] |
| 2017年（平成29年） | 20,596             | 10,378           |          |

## 車站周邊
本站附近地區是閑靜的住宅區，但本站所在的地面為大久保通與外苑東通交界的路口，平日的交通流量較多。
- 成城中學校、高等學校（日语：成城中学校・高等学校）－2009年1月起使用的下車廣播中加入該校的名稱
- 幸國寺－江戶十大祖師（日语：江戸十大祖師）之一。寺內有傳聞是加藤清正種植的大銀杏，是新宿區最古老的樹木（樹齡推測約500年，現為新宿區天然紀念物）。 山門為新宿區有形文化財。
- 經王寺－大黑天，新宿區有形文化財，新宿山之手七福神（日语：新宿山ノ手七福神）。
- 原町公園
- 法身寺－大和田建樹（日语：大和田建樹）終焉之地
- 有島武郎舊居跡
- 試衛館（日语：試衛館）跡
- 茶道裏千家東京茶道會館
- 裏千家今日庵東京出張所（東京道場）
- 大日本印刷本社
- 柳田國男舊居跡
- 加賀公園
- 新宿區立市谷小學校（日语：新宿区立市谷小学校）
- 林氏墓地 - 國史跡
- 牛込辯天公園
- 柳町醫院
- 晴和醫院（日语：晴和病院）
- 淨輪寺（日语：浄輪寺）－關孝和之墓
- 多聞院－吉川湊一、松井須磨子之墓、生田春月（日语：生田春月）詩碑
- 新宿區牛込保健中心
- 漱石公園
- 新宿區役所（日语：新宿区役所）榎木町特別出張所
- 淨榮寺－山門（甘露門），梵鐘為新宿區有形文化財
- 月桂寺（日语：月桂寺）
- 東京女子醫科大學
  - 東京女子醫科大學醫院
- 防衛省
- 警視廳第五機動隊（日语：機動隊）、特科車輛隊

- 東京地下鐵東西線早稻田站
- 都營地下鐵新宿線曙橋站

本站所在正上方的地面為市谷柳町路口，是附近地區的最低點，因此容易積聚汽車排放的廢氣。1970年代，民間醫療團體為該區居民檢查時發現他們有疑似鉛中毒的症狀，並推定為長期吸入汽車廢氣造成（當時無鉛汽油尚未普及），引起媒體廣泛報導。但最後進行的其他調查，證明了汽車廢氣與鉛中毒病沒有直接關係。最後，東京都政府安裝交通燈以限制使用該路口的車輛數目，空氣質素才有所改善。
由於從本站往西步行數分鐘即可抵達若松河田站，中途會見到指示兩個車站的路牌。

### 巴士路線
最接近本站的巴士站是「牛込柳町站」停留所，以下是該站的巴士路線：
- 東外苑通
  - 白61：往新宿站西口／往練馬車庫／往練馬站
- 大久保通
  - 飯62系統：往都營飯田橋站／往小瀧橋車庫
  - 橋63系統：往新橋站／往小瀧橋車庫

## 相鄰車站
都營地下鐵
 大江戶線
若松河田（E 03）－牛込柳町（E 04）－牛込神樂坂（E 05）

### 來源
東京都統計年鑑
1. ↑  .   [2017-06-03]. （原始内容存档于2016-03-04）.
2. ↑  .   [2017-06-03]. （原始内容存档于2016-03-04）.
3. ↑  .   [2017-06-03]. （原始内容存档于2017-07-29）.
4. ↑  .   [2017-06-03]. （原始内容存档于2017-07-29）.
5. ↑  .   [2017-06-03]. （原始内容存档于2017-07-29）.
6. ↑  .   [2017-06-03]. （原始内容存档于2017-07-29）.
7. ↑  .   [2017-06-03]. （原始内容存档于2017-07-29）.
8. ↑  .   [2017-06-03]. （原始内容存档于2017-07-29）.
9. ↑  .   [2017-06-03]. （原始内容存档于2017-07-29）.
10. ↑  .   [2017-06-03]. （原始内容存档于2016-03-26）.
11. ↑  .   [2017-06-03]. （原始内容存档于2016-03-27）.
12. ↑  .   [2017-06-03]. （原始内容存档于2016-03-25）.
13. ↑  .   [2017-06-03]. （原始内容存档于2016-03-27）.
14. ↑  .   [2017-06-03]. （原始内容存档于2016-03-22）.
15. ↑  .   [2017-06-03]. （原始内容存档于2017-07-30）.
16. ↑  .   [2017-06-03]. （原始内容存档于2018-11-09）.
17. ↑  .   [2019-02-25]. （原始内容存档于2019-05-02）.

## 外部連結
- 牛込柳町 - 東京都交通局